# Хосе Рафаэль де Сильва Фернандес де Ихар-и-Палафокс
Хосе Рафаэль Фадрике де Сильва Фернандес де Ихар-и-Палафокс, 12-й герцог Ихар (исп. José Rafael de Silva Fernández de Híjar; 29 марта 1776, Мадрид — 16 июля 1863, Мадрид) — испанский аристократ и придворный, который занимал должность директора музея Прадо с 1826 по 1838 год.

## Родословная и титулы
Родился 19 марта 1776 года в Мадриде. Второй сын Педро де Алькантара де Сильвы Фернандеса де Ихар-и-Абарка де Болеа (1741—1808), 9-го герцога де Ихар (1758—1808), кавалера Ордена, государственного советника и президента орденов, старшего конюшего принцессы Астурийской Марии Луизы Пармской, и Рафаэлы де Палафокс и Крой д’Авре (1748—1777), дочери Хоакина Антонио де Палафокса Ребольедо и Сентурион де Кордовы, 6-го маркиза Ариса (1702—1775), который был дворянином палаты короля Фердинанда VI и главным конюхом вдовствующей королевы Изабеллы Фарнезе и принца Астурийского (будущего короля Карл IV).
В дополнение к титулу герцога Ихар, под которым он был известен, он также носил титулы герцога Альяга, герцога де Лесера, герцога Алмасана и герцога Бурнонвиля; маркиза Альменара, маркиза Монтесклароса, маркиза Орани, маркиза Рупита, маркиза Торреса и Виланана; графа Аранда, графа Рибадео, графа Пальма-дель-Рио, графа Бельчите, графа Кастельфлорите, графа Салинас, графа Гимера и графа Вальфогона; виконта Иллы, виконта Эбола, виконта Канета и Алькерфорадата, принц Портелла, шестикратного гранда Испании, сеньора вилл Пеньяльвер, Алондига, Вильяррубия-де-лос-Охос и т. д.
Это произошло неожиданно со всеми титулами, активами и семейными поместьями в 1818 году из-за смерти его племянницы Марии Франсиски Хавьеры де Сильва и Фитц-Джеймс Стюарт, 11-й герцогини Ихар (1795—1818), дочери его покойного старшего брата Агустина, 10-го герцога Ихар (1773—1817).
Он был сенатором Королевства и кавалером Орденов Сантьяго и Золотого Руна и большого креста Карлоса III.
Он сражался в качестве бригадного генерала Королевских армий в Войне за независимость и дослужился до звания фельдмаршала.

## Придворная служба
С 1800 года он был дворянином Палаты короля Карлоса IV, а позже Фердинанда VII, который назначил его сомелье корпуса в 1824 году. Он сменил на этой должности графа Пуэбла-дель-Маэстре. В отличие от этого, герцог Ихар был умеренного характера и пытался умиротворить желание короля отомстить членам высоких небных слуг, связанных с либеральным правительством. После смерти короля он продолжал служить в корпусе сомелье королевы Изабеллы II до 1854 года, когда попросил увольнения в связи с преклонным возрастом.

## Директор музея Прадо
3 марта 1826 года герцог де Ихар был назначен директором музея Прадо, сменив на этом посту маркиза Ариса, своего родного дядю. Во время его руководства художественная галерея приобрела распятого Христа Веласкеса и другие работы из коллекции графини Чинчон.
Когда король Фердинанд VII умер 29 сентября 1833 года, для музея начался период неопределенности, так как коллекция короля перешла в руки его дочерей, королевы Изабеллы II и инфанты Луизы Фернанды, что привело к её оценке и разделу между ними. Герцог Ихар, как душеприказчик умершего монарха, проделал большую работу для решения проблемы, и в конце концов вся коллекция была передана в дар музею.

## Брак и потомство
Он женился в Мадриде 9 августа 1801 года (в приходской церкви Сан-Себастьян) на Хуане Непомусене Фернандес де Кордова Вильярроэль (1785 — май 1813), 8-й графине Сальватьерра, грандессе Испании, дочери Хосе Мария Фернандес де Кордова и Сармьенто де Сотомайор, 7-го графа Сальватьерра (1747—1806), и его вторая жена Марии Антонии Фернандес де Вильярроэль-и-Ильясис, 7-й маркизе Фонтиоюэло. У супругов было трое детей:
- Каэтано де Сильва-и-Фернандес де Кордова, 13-й герцог де Ихар, кавалер Орденов Сантьяго и Карлоса III, магистра Севильи, родившийся в Мадриде 8 ноября 1805 года, был крещен 9-го числа в приходе Сан-Себастьян и умер в Перпиньяне 25 января 1865 года. Он женился на Марии де ла Соледад Бернуи-и-Вальда (1806—1871), дочери графов Монтеалегре. У супругов был один сын, Агустин де Сильва и Бернуй (1822—1872), 14-й герцог де Ихар.
- Андрес Авелино де Сильва-и-Фернандес де Кордова, 14-й герцог Альяга, граф Пальма-дель-Рио и граф Бельчите, родившийся в Мадриде 28 ноября 1806 года, был крещен 29-го в приходской церкви Сан-Себастьян и умер в Мадриде 18 января 1885 года. Призванный унаследовать дом Ихар после смерти в 1872 году его племянника Агустина де Сильва-и-Бернуи, 14-го герцога де Ихара, он отказался от этого права в пользу Альфонсо де Сильва и Кэмпбелла (1848—1930), своего старшего сына. Он женился в Мадриде 22 февраля 1843 года на Марии Изабель Каролине Кэмпбелл-и-Винсент, родившейся в Дебден-холле (Эссекс, Англия).) 1 января 1821 года и умершей в Сараузе 29 января 1894 года, дочери Уильяма Томсона Кэмпбелла, капитана британской армии, и Энн Мэри Винсент. Дом Ихар продолжился домом его вышеупомянутого сына, а в XX веке титул герцога де Ихар перешёл к дому Альба посредством брака.
- Мария Антония де Сильва-и-Фернандес де Кордова, которая родилась в Мадриде 20 мая 1808 года и была крещена 21-го числа в приходской церкви Сан-Себастьян.